# Benelucky
Benelucky is de officiële mascotte van het Europees kampioenschap voetbal 2000 dat werd gehouden in België en Nederland.
De naam van de mascotte werd bedacht door de Nederlandse student Jurrian Reurings. Zijn ontwerp werd door een jury, bestaande uit onder andere Ronald Spelbos, Pol van Himst en organisatiesecretaris Harry Been, verkozen uit 6.000 inzendingen. Benelucky heeft de kop en de manen van een leeuw (de Nederlandse Leeuw) en heeft de hoorns en staart van een duivel (verwijzend naar de Belgische Rode Duivels). De manen van Benelucky bestaan uit de kleuren van de vlaggen van beide gastlanden. Zijn beeltenis werd in 1998 gepresenteerd. Het character werd geïllustreerd door de Nederlandse illustrator Maarten Rijnen.
De naam Benelucky is een woordspeling op Benelux en tevens een samentrekking van de woorden bene en lucky (Latijn en Engels, bedoeld als goed geluk).
1980: Pinocchio ·
1984: Peno ·
1988: Berni ·
1992: Rabbit ·
1996: Goliath ·
2000: Benelucky ·
2004: Kinas ·
2008: Trix en Flix ·
2012: Slavek en Slavko ·
2016: Super Victor ·
2020: Skillzy ·
2024: Albärt